# Energetic Disassembly
Energetic Disassembly è il primo album discografico del gruppo musicale statunitense Watchtower, pubblicato nel 1985 dall'etichetta discografica Zombo Records.

## Il disco
Fu il primo disco a presentare delle soluzioni thrash metal sostenute da ritmiche e da riff particolarmente strutturati ed elaborati, pertanto viene generalmente considerato come il progenitore del thrash tecnico. Inoltre per la perizia tecnica delle esecuzioni diventò un punto di riferimento per le band progressive metal che cominciarono ad affermarsi sul finire degli anni ottanta, su tutti i Dream Theater e i Fates Warning.

Le composizioni pur essendo di stampo speed metal si sviluppano su cambi di tempo complessi e sono contraddistinte da una sezione ritmica articolata e di stampo jazz fusion. Le linee vocali di Jason McMaster sono per lo più sviluppate su toni alti ed anche in questo caso definirono un tratto distintivo delle prime band technical thrash statunitensi, quali Hades e Toxik.
Il disco è stato ristampato in versione rimasterizzata in CD dalla Monster Records nel 2004 e dalla Rockadrome nel 2008.

## Tracce
Testi e musiche di White, Keyser.
1. Violent Change – 3:23
2. Asylum – 3:48
3. Tyrants in Distress – 5:59
4. Social Fears – 4:41
5. Energetic Disassembly – 4:37
6. Argonne Forest – 4:38
7. Cimmerian Shadows – 6:37
8. Meltdown – 3:58

## Formazione
- Jason McMaster – voce
- Billy White – chitarra
- Doug Keyser – basso
- Rick "Hands and Feet" Colaluca – batteria